# La Llosa de Ranes
|  | No s'ha de confondre amb altres municipis com la Llosa i la Llosa del Bisbe. |

|  | Per a altres significats, vegeu «Llosa». |

La Llosa de Ranes és una població del País Valencià a la comarca de la Costera.
Limita amb Xàtiva i Rotglà i Corberà (a la mateixa comarca), i amb Alcàntera de Xúquer, Beneixida i Castelló (a la comarca de la Ribera Alta).

## Geografia
El relleu del municipi presenta dues parts ben diferenciades. La meitat septentrional està ocupada per una sèrie de tossals triàsics. La màxima elevació la constituïx la Creu de la Saliva (344 msnm), sobre el qual s'alça l'ermita de Santa Anna. La meitat meridional forma un pla sedimentari, amb materials del Quaternari en altures inferiors als cent metres, i ocupat pels cultius de regadiu. Cap al sud corren els barrancs d'aigües temporals de la Foia i del Salt.
La població està edificada en la vessant d'un tossal en el cim del qual està edificada l'ermita del poble. És per això que alguns carrers presenten un pendent molt acusat.

## Història
Antiga alqueria musulmana. Jaume I, després de la conquesta de Xàtiva, el 1248, repartí terres donant origen a l'actual població. El lloc, poblat per adalits (guies de camins) i camperols pobres, estava rodejat per diferents llogarets o alqueries de moriscos (desapareguts molts ja al segle xvi) com ara Surrac, Betrillent, Ricarts, n'Arencs i altres. Sembla que a finals del segle xiv la família Sanç de Xàtiva (el fundador de la nissaga fou el primer batle de Xàtiva i un dels tres "repartidors" de les terres de Xàtiva el 1270, nomenats per Jaume I) aconseguí comprar el dret de senyoriu sobre el lloc. El 1520 el cavaller Joan Sanç, propietari del lloc, va vendre-la a cinc veïns de Xàtiva i cinc més que ja vivien en La Llosa. Lloc de cristians vells i carrer dependent de Xàtiva, el 1535 fou erigida en rectoria pròpia amb l'annex de Sorió, i més tard passà a ser parròquia. Després de l'expulsió Sorió restà despoblada i de La Llosa només marxà una família de les vint-i-cinc que l'habitaven.

## Demografia
| 1990  | 1992  | 1994  | 1996  | 1998  | 2000  | 2002  | 2004  | 2005  | 2007  | 2021  |
| ----- | ----- | ----- | ----- | ----- | ----- | ----- | ----- | ----- | ----- | ----- |
| 3.607 | 3.589 | 3.644 | 3.640 | 3.686 | 3.622 | 3.694 | 3.725 | 3.712 | 3.748 | 3.687 |

## Economia
Fins al final del segle xx, els principals cultius eren el raïm de taula i el tabac, però el profit econòmic a través de la Cooperativa del camp va portar la producció agrícola cap a l'actual conreu dels cítrics, prunes i caquis. Els terrenys no conreats estan ocupats per forest consistent en pinedes jóvens en les ombries que miren cap a la Ribera del Xúquer. Quant a la ramaderia, existix bestiar boví, porcí, caprí i avícola, però en petites proporcions.
És molt popular el blanquet, un formatge fresc i consistent, fet en tovallons. La seua producció i els diversos guardons que ha guanyat han suposat una aportació econòmica a la localitat.

## Política i govern

### Composició de la Corporació Municipal
El Ple de l'Ajuntament està format per 11 regidors. En les eleccions municipals de 26 de maig de 2019 foren elegits 6 regidors del Partit Popular (PP), 3 del Partit Socialista del País Valencià (PSPV-PSOE) i 2 de Compromís per la Llosa de Ranes (Compromís).
| Eleccions municipals de 26 de maig de 2019 - la Llosa de Ranes                                                                |                                          |                                     |                                     |        |          |          |
| Candidatura | Candidatura                              | Candidatura                         | Cap de llista                       | Vots   | Vots     | Regidors |
| | Partit Popular                           |                                     | Evarist Aznar Teruel                | 1.166  | 48,95%   | 6 ()     |
| | Partit Socialista del País Valencià-PSOE |                                     | Rosa Ana Guitart Estornell          | 751    | 31,53%   | 3 (-2)   |
| | Compromís per la Llosa de Ranes          |                                     | Fernando López Olivares             | 382    | 16,04%   | 2 (+2)   |
| | Altres candidatures                      |                                     |                                     | 72     | 3,02%    | 0        |
| | Vots en blanc                            |                                     |                                     | 11     | 0,46%    |          |
| Total vots vàlids i regidors                                                                                                  | Total vots vàlids i regidors             | Total vots vàlids i regidors        | Total vots vàlids i regidors        | 2.382  | 100 %    | 11       |
| | Vots nuls                                | Vots nuls                           | Vots nuls                           | 26     | 1,08%    |          |
| Participació (vots vàlids més nuls)                                                                                           | Participació (vots vàlids més nuls)      | Participació (vots vàlids més nuls) | Participació (vots vàlids més nuls) | 2.408  | 80,70%** |          |
| Abstenció | Abstenció                                | Abstenció                           | Abstenció                           | 576*   | 19,30%** |          |
| Total cens electoral | Total cens electoral                     | Total cens electoral                | Total cens electoral                | 2.984* | 100 %**  |          |
| Alcalde: Evarist Aznar Teruel (PP) (15/06/2019) Per majoria absoluta dels vots dels regidors (6 vots de PP)                   |                                          |                                     |                                     |        |          |          |
| Fonts: JEC, JEZ Xàtiva, M. Interior, Periòdic Ara. (* No són vots sinó electors. ** Percentatge respecte del cens electoral.) |                                          |                                     |                                     |        |          |          |

### Alcaldes
Des de 2003 l'alcalde de la Llosa de Ranes és Evarist Aznar Teruel del Partit Popular (PP).
| Període                       | Alcalde o alcaldessa                | Partit polític | Data de possessió | Observacions |
| ----------------------------- | ----------------------------------- | -------------- | ----------------- | ------------ |
| 1979–1983                     | Salvador Delgado de Molina Casanova | AIV            | 19/04/1979        | --           |
| 1983–1987                     | Salvador Delgado de Molina Casanova | AP-PDP-UL-UV   | 28/05/1983        | --           |
| 1987–1991                     | Salvador Delgado de Molina Casanova | UV             | 30/06/1987        | --           |
| 1991–1995                     | Antonio Sanfélix Juan               | PP             | 15/06/1991        | --           |
| 1995–1999                     | Antonio Sanfélix Juan               | PP             | 17/06/1995        | --           |
| 1999–2003                     | Ramón Climent López                 | PSPV           | 03/07/1999        | --           |
| 2003–2007                     | Evarist Aznar Teruel                | PP             | 14/06/2003        | --           |
| 2007–2011                     | Evarist Aznar Teruel                | PP             | 16/06/2007        | --           |
| 2011–2015                     | Evarist Aznar Teruel                | PP             | 11/06/2011        | --           |
| 2015–2019                     | Evarist Aznar Teruel                | PP             | 13/06/2015        | --           |
| 2019-2023                     | Evarist Aznar Teruel                | PP             | 15/06/2019        | --           |
| Des de 2023                   | n/d                                 | n/d            | 17/06/2023        | --           |
| Fonts: Generalitat Valenciana |                                     |                |                   |              |

## Corrupció
Des del 2016 l'alcalde del poble, Evarist Aznar, es trobava investigat perquè presumptament va ser un "zombie" en l'empresa Ciegsa, en la qual cobrava sense treballar. Actualment la causa ha quedat arxivada pel Jutjat de Instrucció n.2 de Xàtiva des del passat Febrer del 2022 per falta de proves.

## Monuments
- Església de la Nativitat de nostra Senyora. És un edifici del segle XVI, reformat en els segles XVII i XX situat en centre del nucli antic. L'església dona en la plaça Major i al carrer Sant Cristòfor. La seua estructura és d'una sola nau, amb tres accessos, una torre campanar i una cúpula a l'altar.
- Ermita del Calvari. És un edifici d'estil barroc del segle XVIII, situat en un entorn natural. L'ermita està conformada per una nau de tres trams, en la qual se situa una xicoteta cúpula voltada, decorada amb fragments ceràmics de colors. En un lateral de la façana hi ha una xicoteta torre campanar. Al costat de l'ermita hi ha una vivenda que dona servici a la persona encarregada del seu manteniment. L'edificació és austera, els murs estan fets de blocs de pedra, revestits d'estucat blanc, rematats per unes motlures en la cornisa, i els imports de color grisenc. Esta ermita alberga en els altars laterals les imatges que processonen en la Setmana Santa: Jesús Natzare, Crist Crucificat, Crist Jacent i Verge dels Dolors.
- Ermita de Santa Anna: Construïda a mitjans del segle xv en estil gòtic flamíger, amb el suport de la família dels Borja, i restaurada a finals dels anys 80. Se situa al cim del turó del mateix nom, i se'n destaquen les vistes, que arriben fins a la Plana de Castelló.
- Museu de la Casa del Pou: Museu històric i etnològic que divulga el patrimoni cultural del poble des de l'Edat de Bronze als nostres dies. Situat en una antiga casa burgesa que més tard fou seu de l'Ajuntament.[11]

## Festes i celebracions
- Festes Patronals: Comencen el dijous anterior a l'últim dimarts d'agost des de fa uns pocs anys (abans eren el primer cap de setmana de setembre), encara que hi ha ofrenes i activitats durant alguns dies del mes d'agost. Són en honor del Sant Crist del Miracle (processó del dimarts) i a la Mare de Déu de la Nativitat (processó del dilluns).
- Romeria de Santa Anna': Se celebra el primer de maig. Els participants pugen, a peu o a cavall, a l'Ermita de Santa Anna.

## Persones il·lustres
- Josep Maria Esteve i Victòria, escriptor i polític.
- Emilio José Martí Gómez, futbolista i youtuber.